# Galdhøpiggen
Galdhøpiggen (w dawniejszych tekstach Galdhöpig, Galdhöpiggen; 2469 m n.p.m.) – najwyższy szczyt Norwegii, Gór Skandynawskich i Półwyspu Skandynawskiego. Góra położona jest w pobliżu miejscowości Lom w Parku Narodowym Jotunheimen w paśmie Jotunheimen. Szczyt należy do Korony Europy. 

## Drogi na szczyt
Najpopularniejsze drogi prowadzą na szczyt ze schronisk Juvasshytta i Spiterstulen.
Trasa z Juvasshytta prowadzi przez lodowiec, a więc występuje zagrożenie szczelinami. 
Trasa ze Spiterstulen jest łatwa technicznie, ale prowadzi przez kilka pól lodowych, oraz m.in. przez szczyt Keilhaus topp. Czas potrzebny na dotarcie na szczyt to około 4-5 godzin, zejście około 2-3 godziny. Ze szczytu przy dobrej widoczności roztacza się widok na obszar ponad 35 tysięcy km². 

## Wysokość
Na początku XX w. Galdhøpiggen, uznany najwyższym szczytem Skandynawii, miał przypisaną kotę 2561 m n.p.m. Z czasem tę wartość znacznie zmniejszono do aktualnej wielkości.
Według niektórych źródeł i map Galdhøpiggen nie jest najwyższym szczytem Norwegii, ustępując wysokością wierzchołkowi Glittertind. Dane te nie są jednak prawdziwe, gdyż opierają się na pomiarach dokonanych przed roztopami lodowca znajdującego się na szczycie Glittertind, którego ostatnia zmierzona wysokość wynosi 2464 m n.p.m., a z powodu ocieplenia klimatu nadal się zmniejsza (skała sięga do 2452 m n.p.m.).

## Polacy na szczycie Galdhøpiggen
Pierwszym znanym z nazwiska Polakiem na Galdhøpiggen był Antoni Ojrzyński, który stanął na szczycie (wówczas jeszcze z kotą 2561) 12 lipca 1909 r. Był zapewne członkiem Akademickiego Klubu Turystycznego we Lwowie, gdyż jego sprawozdanie z tego wyczynu znajdujemy m.in. w „IV Sprawozdaniu rocznym AKT we Lwowie za rok 1909”. W marcu 1931 r. na szczyt (podobnie jak na Glittertind) wszedł podczas samotnej wyprawy narciarskiej Jakub Bujak, który następnie opisał to w książce pt. Na nartach przez Norwegię (Lwów 1932).

## Schron na szczycie
W 1888 Knut O. Vole wybudował na Galdhøpiggen niewielki drewniany schron w kształcie prostej budki. Służył on za schronienie turystom, których zastało w górach załamanie pogody. W 1925 obok stanął drugi obiekt, który wybudował Lars Sulheim, właściciel Spiterstulen – drewniany domek nazwano Steinarstugu, od Steinera Sulheima, jednego z pierwszych zdobywców Galdhøpiggen. Knut Vole, który był właścicielem schroniska Juvasshytta, w następnym roku postawił nowe Vole-hytta. W latach 50. XX wieku Steinarstugu doczekało się własnego stempla pocztowego, z kolei w 1960 Vole-hytta zaczęło serwować posiłki.
Ciężkie warunki atmosferyczne położyły kres istnieniu obu obiektów – w Niedzielę Palmową 1961 silny wiatr zniszczył Steinarstugu, której kawałki znaleziono nawet w dolinie Visdalen, 6 mil od wierzchołka. Vole-hytta została pokonana przez wichurę w 1970.
Obecnie na szczycie znajduje się nowa konstrukcja z 1975, którą tym razem wybudowano z kamienia. Działa pod nazwą Knut Voles hytte – nie udziela noclegów, ale funkcjonuje w niej bufet.

## Przypisy

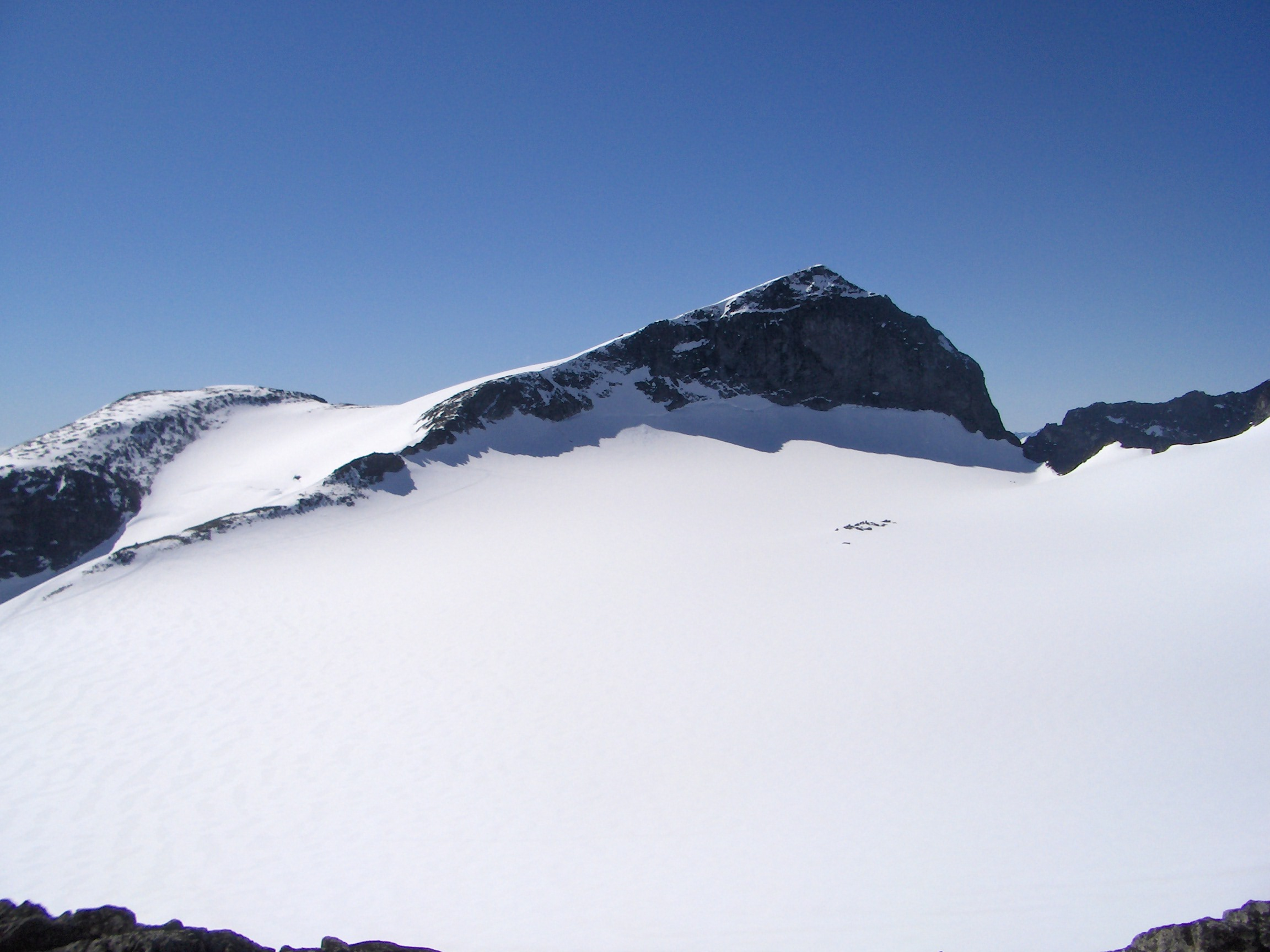
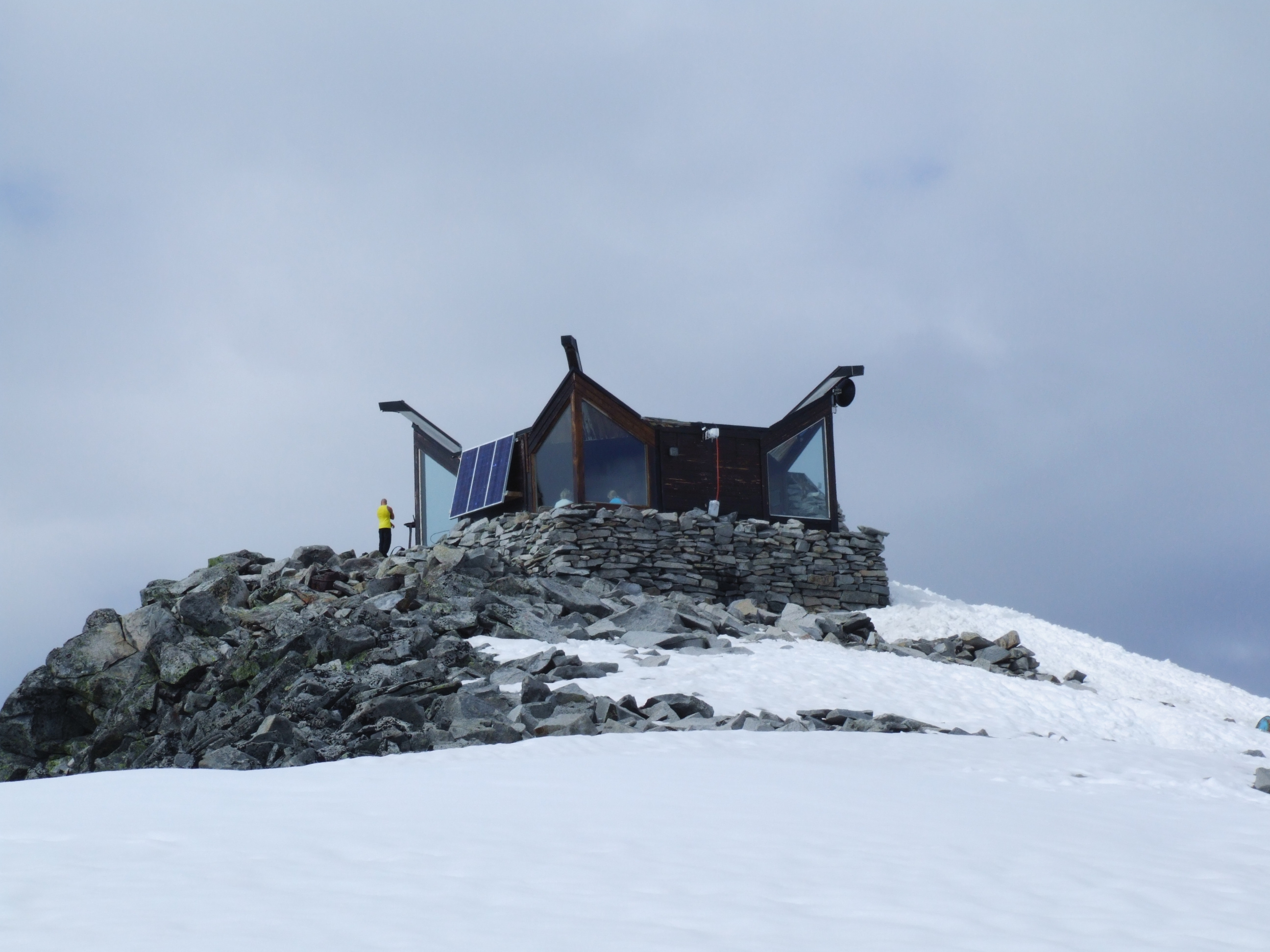
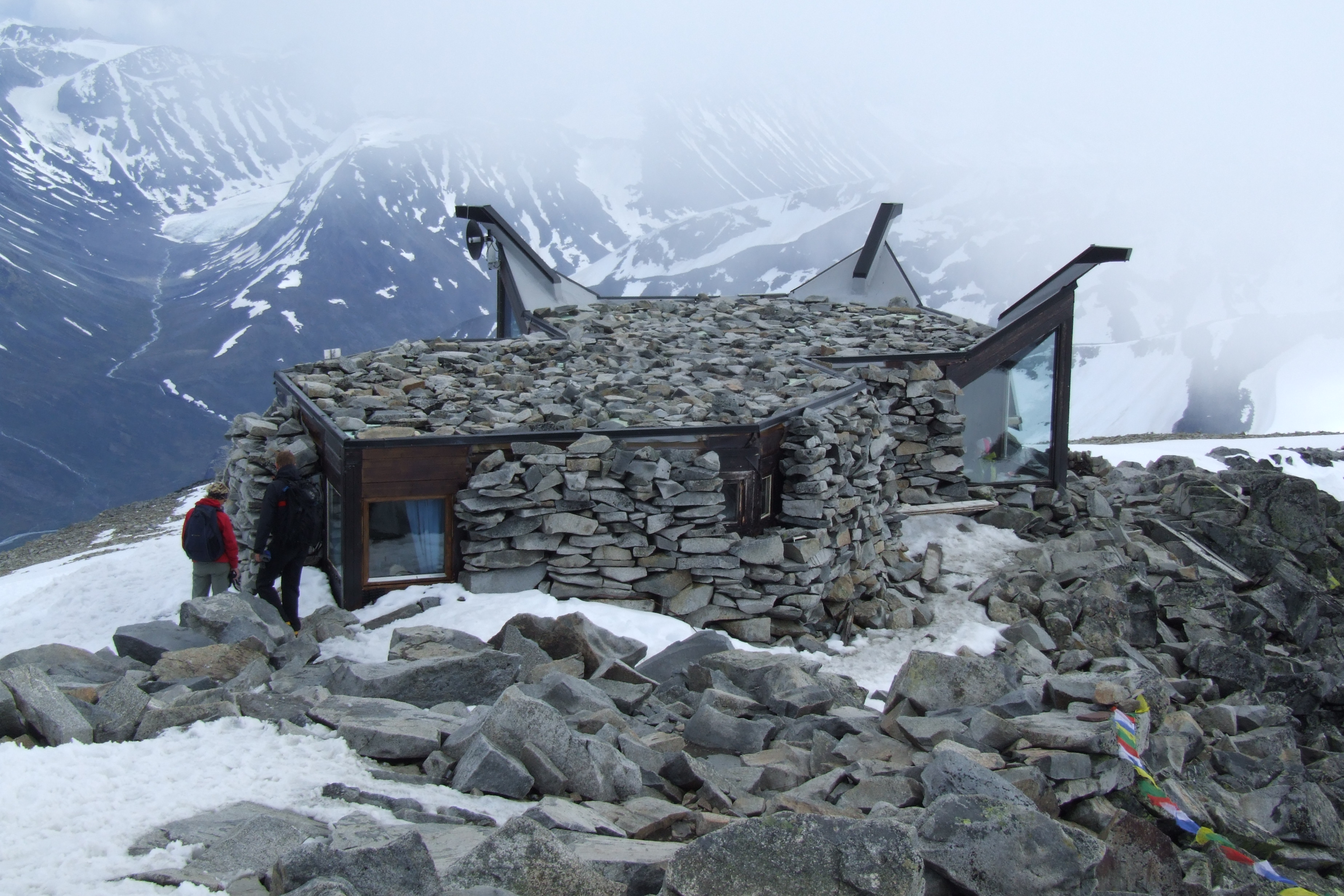
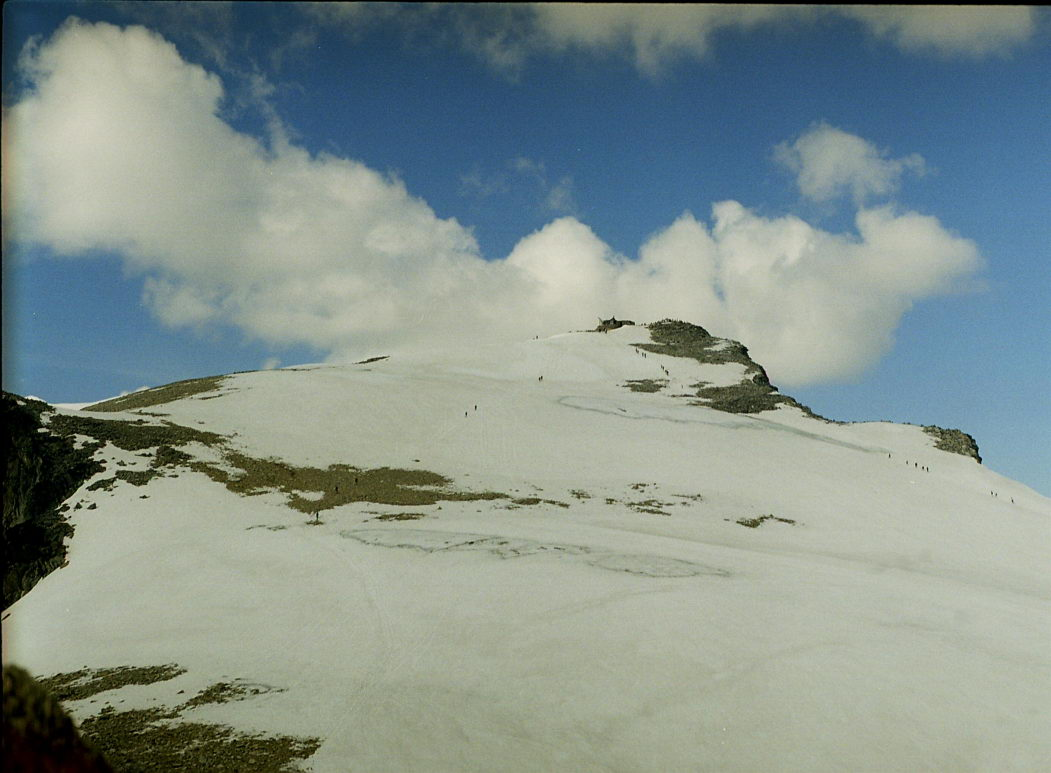
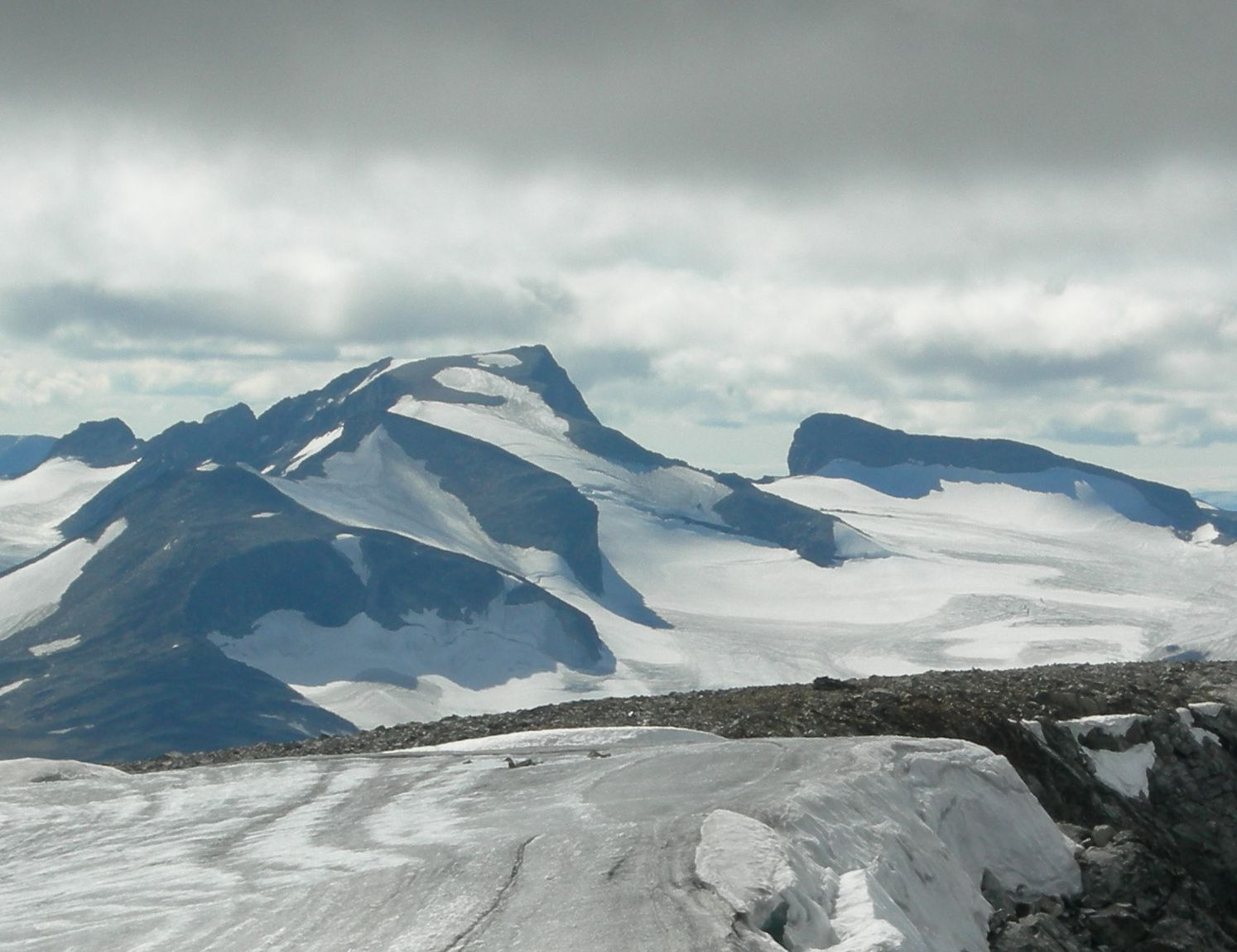